# Mikuláš
Mikuláš (také Mikoláš, Nikolas, Nicolas aj.) je mužské křestní jméno. Pochází ze starořeckého jména Νικόλαος Nikoláos, ze slov νίκη niké, „vítězství“ a λαός láos, „lid“, a překládá se jako „vítězství lidu“ nebo „vítěz mezi lidmi“. Další forma jména stejného původu a významu je Nikola.
Podle českého kalendáře má svátek 6. prosince.

## Zdrobněliny
Mikulášek, Mikolášek, Miky, Miki, Mikeš, Mikýsek, Mikša, Mikulda

## Statistické údaje
Následující tabulka uvádí četnost jména v ČR a pořadí mezi mužskými jmény ve srovnání dvou roků, pro které jsou dostupné údaje MV ČR – lze z ní tedy vysledovat trend v užívání tohoto jména:
| Rok       | Četnost   | Pořadí      |
| 1999      | 2093      | 122.        |
| 2002      | 2121      | 122.        |
| Porovnání | o 28 více | žádná změna |
| 2006      | 2577      | 123.        |

Změna procentního zastoupení tohoto jména mezi žijícími muži v ČR (tj. procentní změna se započítáním celkového úbytku mužů v ČR za sledované tři roky (1999-2002) je +2,1%.

## V jiných jazycích
- Anglicky: Nicholas
- Baskicky: Mikolas a Nikola
- Bulharsky: Nikola (Никола)
- Dánsky: Nicklas, Niels, Nicolaus
- Finsky: Niilo, Niklas, Niko, Nikolai
- Francouzsky: Nicolas
- Nizozemsky: Nicolaas
- Italsky: Nicola, Nicolò, Nicolao aj.
- Latina: Nicolaus
- Maďarsky: Miklós
- Německy: Nikolaus, Niklas, Klaus, Nicolas
- Norsky: Nikolaus, Nils
- Polsky: Mikołaj
- Portugalsky: Nicolas, Nicolao
- Rumunsky: Nicolae
- Rusky: Nikolaj (Николай)
- Řecky: Nikolaos
- Slovensky: Mikuláš
- Srbsky, chorvatsky: Nikola
- Španělsky: Nicolás
- Švédsky: Nikolaus
- Ukrajinsky: Mykola (Микола), Mykolaj

## Známí nositelé jména
- Mikuláš I. – více osob
- Mikuláš II. – více osob
- Mikuláš III. (rozcestník)

Svatí
- sv. Mikuláš z Myry (konec 3. století – polovina 4. století) – biskup a křesťanský světec
- sv. Mikuláš – jáhen a mučedník
- sv. Mikuláš I. Veliký (9. století) – papež
- sv. Mikuláš Tolentinský (1246 – 1305) – italský augustiniánský mnich
- sv. Mikuláš Talevič (14. století – 1391) – chorvatský františkánský kněz, mučedník
- sv. Mikuláš Kabasilas (14. století – 1391) –byzantský laický teolog
- sv. Mikuláš z Flüe (1417–1487) – švýcarský poustevník a katolický světec
- sv. Nikolaj Kasatkin (1836–1912) – biskup a pravoslavný světec
- sv. Mikuláš II. Alexandrovič (1868–1918) – poslední ruský car a mučedník

Papežové'
- sv. Mikuláš I. Veliký († 867)
- Mikuláš II. († 1061)
- Mikuláš III. (asi 1220–1280)
- Mikuláš IV. (1227-1292)
- Mikuláš V. (1397–1455)
- Mikuláš V. (vzdoropapež) († 1333)

Ruští carové
- Mikuláš I. Pavlovič (1796-1855) – ruský car
- Mikuláš II. Alexandrovič (1868-1918) – poslední ruský car

Opavsko-ratibořská knížata
- Mikuláš I. Opavský (1255–1318) – syn Přemysla Otakara II., zakladatel větve opavských Přemyslovců
- Mikuláš II. Opavský (1288–1365) – opavský a ratibořský kníže, vnuk Přemysla Otakara II.
- Mikuláš III. Opavský (okolo 1339-1394) – opavsko-ratibořský kníže
- Mikuláš IV. z Bruntálu (asi 1370–1405/1407)
- Mikuláš IV. Opavský (asi 1400 –1437) – opavský kníže
- Mikuláš V. Krnovský (asi 1409 – 1452) – syn Jana II. Železného, ratibořský kníže
- Mikuláš VII. Ratibořský (asi 1483-1506) – ratibořský kníže

Další panovníci a šlechtici
- Mikuláš I. Druget († 1355) – uherský šlechtic
- Mikuláš Lucemburský (1322-1358) – aquilejský patriarcha
- Mikuláš z Banče († před 1345) – slezský církevní hodnostář
- Mikuláš Hostislav z Horažďovic (kolem 1300-1360) – katolický kněz, první děkan litoměřické kapituly
- Mikuláš I. Gorjanský († 1386) – uherský palatin
- Mikuláš z Husi (kolem 1375 – 1420) – český zeman a válečník
- Mikuláš II. Gorjanský (1367-1433) – uherský palatin
- Mikuláš z Pelhřimova (Biskupec; asi 1385 – asi 1459) – husitský biskup a spisovatel
- Mikuláš z Kadaně (1350–1419) – hodinář, autor Staroměstského orloje
- Mikuláš z Riesenburka († 1497) – diplomat a biskup v Olomouci
- Mikuláš ze Salmu (1459–1530) – rakouský vojevůdce
- Mikuláš Konáč z Hodiškova (1480–1546) – český spisovatel a tiskař
- Mikuláš Šúd ze Semanína (okolo 1490-1557) – český astronom, děkan fakulty svobodných umění Univerzity Karlovy
- Mikuláš Dačický z Heslova (1555–1626) – český šlechtic a spisovatel
- Mikuláš Esterházy (1583-1645) – uherský šlechtic
- Mikuláš Jindřich, vévoda Orleánský (1607-1611) – druhý syn Jindřicha IV.
- Mikuláš František Lotrinský (1609-1670) – lotrinský vévoda

Rodné jméno
- Mikoláš Aleš – český malíř, grafik a ilustrátor
- Mikuláš Dačický z Heslova – český spisovatel a šlechtic
- Mikuláš Dzurinda – slovenský politik
- Mikuláš Koperník – polský astronom, matematik, právník, stratég a lékař
- Mikuláš Kusánský – filozof a kardinál
- Mikuláš Medek – český malíř
- Mikuláš Trčka z Lípy
- Nicolas Sarkozy – francouzský prezident

- Seznam článků začínajících na „Mikuláš“

## Příjmení osob
- Josef Mikuláš Boleslavský (1829-1892) – tiskař, nakladatel, dramatik a novinář
- Josef Mikoláš (1938) – český hokejista
- Martin Mikuláš (1923–1995) – slovenský politik, poúnorový poslanec za KSS
- Milan Mikuláš (* 1963) – slovenský atlet, trojskokan
- Radek Mikuláš (* 1964) – český paleontolog, geolog, spisovatel a horolezec
- Václav Mikuláš (1886–1964) – československý politik a poslanec ČSNS

## Místní název
- Borský Mikuláš – obec na Slovensku v okrese Senica
- Liptovský Mikuláš
- Plavecký Mikuláš – obec na Slovensku v okrese Malacky
- Svatý Mikuláš (okres Kutná Hora)
- Svatý Mikuláš (Vraclav) – část obce v okrese Ústí nad Orlicí
- Svatý Mikuláš (Vysočina) – část obce v okrese Chrudim

## Fiktivní osoby
- Malý Mikuláš, hlavní postava z knížek pro děti od autorské dvojice Sempé-Goscinny
- Mikoláš Kozlík, druhá hlavní postava románu Vladislava Vančury Marketa Lazarová
- Nicholas Burkhardt, hlavní postava ze seriálu Grimm

## Umělecká díla
- Mikuláš (opera) – opera Josefa Richarda Rozkošného z roku 1870

## Ostatní
- Mikuláš (svátek)